# Museu Horniman
El Horniman Museum and Gardens (en català, Museu i Jardins Horniman) és un museu situat a Forest Hill, Londres, Anglaterra. Encarregat l'any 1898, es va obrir el 1901 i va ser dissenyat per Charles Harrison Townsend a l'estil modern. Exhibeix peces d'antropologia, història natural i instruments musicals, i és conegut per la seva gran col·lecció d'animals dissecats. L'edifici està catalogat de grau II*.
És un organisme públic no departamental del Departament de Digitalització, Cultura, Mitjans de Comunicació i Esport i està constituït com una empresa i una entitat benèfica registrada segons la llei anglesa. El 2022 el museu va guanyar Museu de l'Any, un premi concedit pel Fons d'Art.

## Història
El museu va ser fundat l'any 1901 per Frederick John Horniman. Frederick havia heretat el negoci de te Horniman seu pare, que el 1891 s'havia convertit en el negoci de comerç de te més gran del món.
Els ingressos de l'empresa van permetre a Horniman satisfer la seva passió de tota la vida pel col·leccionisme, i que després de viatjar molt al llarg dels anys tenia uns 30.000 articles a les seves diverses col·leccions, que cobrien història natural, artefactes culturals i instruments musicals.
El 1911, un edifici addicional a l'oest de l'edifici principal, que originalment contenia una sala de conferències i una biblioteca, va ser donat pel fill de Frederick Horniman, Emslie Horniman. Els canvis en aquesta ala també van ser dissenyats per Townsend. Una nova extensió, oberta el 2002, va ser dissenyada per Allies i Morrison.
El museu va guanyar el premi al Museu de l'Any de l'Art Fund el 2022.

## Col·leccions
El Horniman està especialitzat en antropologia, història natural i instruments musicals i té una col·lecció de 350.000 objectes. Les col·leccions d'etnografia i música tenen l'estatus de designat. Una de les seves exposicions més famoses és la gran col·lecció d'animals de peluix. També té un aquari conegut per tenir una configuració única.

## Directori de les plantes
| 1r pis | Planta baixa | Planta baixa inferior | Planta Soterrani Accés per escales i ascensor |
| --- | --- | --- | --------------------------------------------- |
| Zona de llibres per a menors de 5 anys Balcó d'Història Natural Objecte rellevants del Horniman 3 Apòstol Clock, Anglaterra | Entrada principal Edifici CUE Conservatori Cafè Botiga Centre d'Educació Hands On Base Galeria d'Història Natural Galeria del Balcó Sala de Medi Ambient Objecte rellevants del Horniman 1 Pintura amb sorra, Amèrica 2 Morsa, Canadà | Galeria del món Galeria d'exposicions temporals Galeria de Música Plaça de la Galeria Recepció de seguretat de la London Road One Gallery (tancada per remodelació) Objecte rellevants del Horniman 4 Trompa, Anglaterra 5 Carlton Drum Kit, Anglaterra 6 Cadira de tortura, desconeguda 7 Kali amb la figura de Shiva, Índia 8 Bronzes de Benín, Nigèria | Aquari                                        |

## Connexions de transport
| Servei            | Estació/Parada | Línies/Rutes servides  | Distància des del Museu Horniman |
| ----------------- | -------------- | ---------------------- | -------------------------------- |
| London Buses      | Museu Horniman | 176, 185, 197, 356, P4 |                                  |
| London Buses      | Parc Horniman  | 363                    | 260 m a peu                      |
| London Overground | Forest Hill    | East London Line       | 650 m a peu                      |
| National Rail     | Forest Hill    | Southern               | 650 m a peu                      |

## Jardins

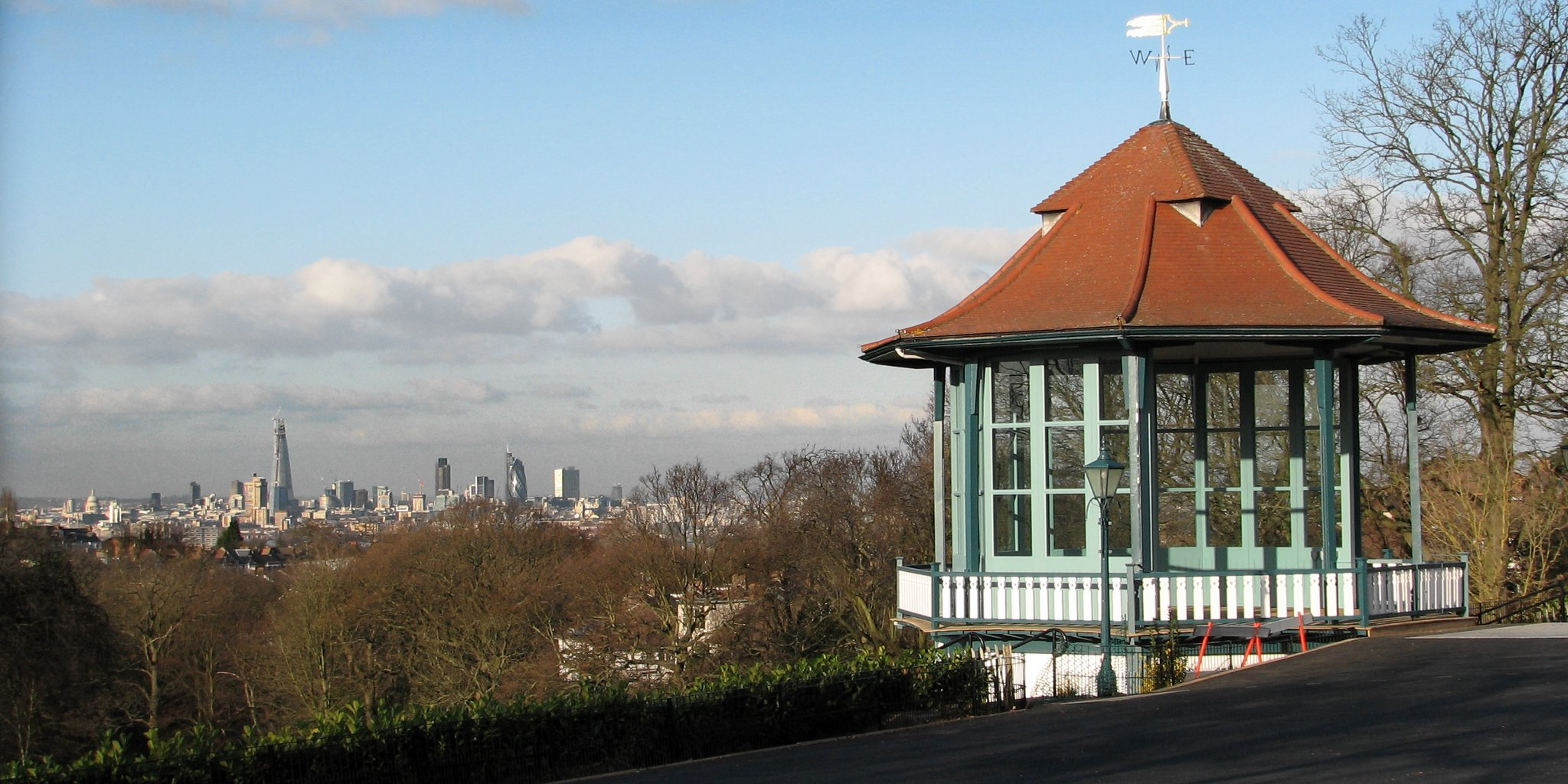
El quiosc de música amb vistes a l'horitzó de Londres

El museu té uns 65.000 m2 de jardins, que inclouen les característiques següents:
- Un conservatori catalogat de grau II de 1894 que es va traslladar de la casa familiar d'Hornimans a Croydon al lloc actual als anys vuitanta.
- Un quiosc de música del 1912
- Un recinte per a petits animals
- Una casa de papallones
- Un sender natural
- Un jardí ornamental
- Plantes per a materials, medicaments i aliments i colorants
- Un jardí sonor amb grans instruments musicals per tocar
- Un nou edifici, el Pavelló, per treballar materials que es troben fora de les col·leccions, com els dels jardins.

Els jardins també estan inscrits al Grau II al Registre de Parcs Històrics i Jardins d'Especial Interès Històric d'Anglaterra.

### Mosaic

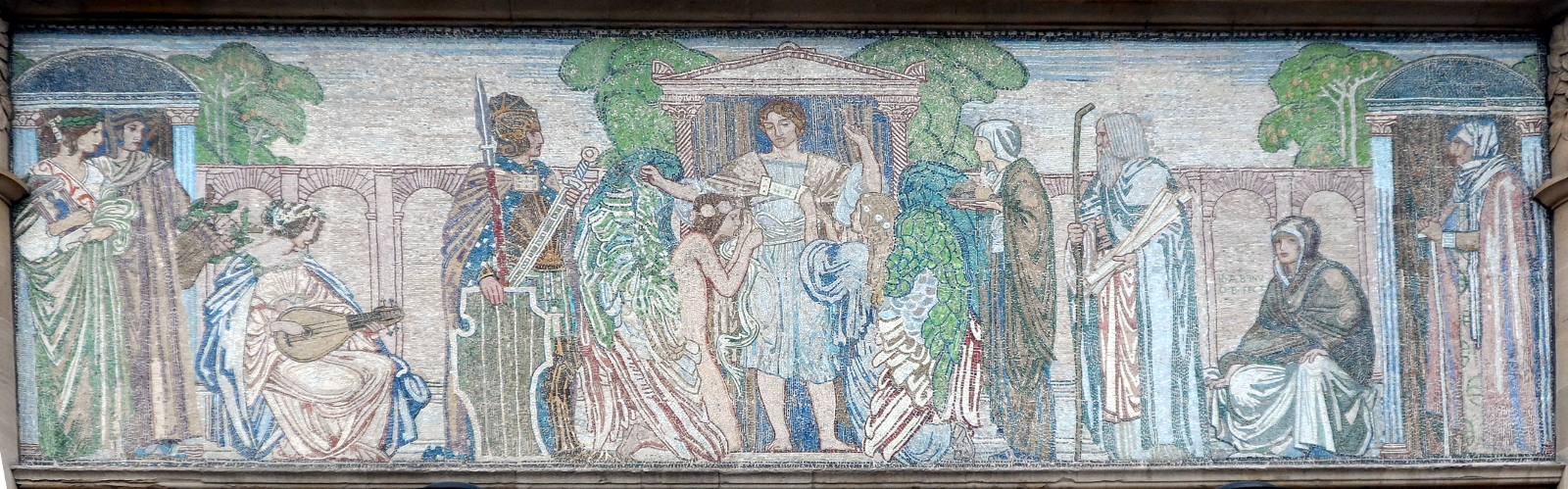
La humanitat a la casa de les circumstàncies

Al mur de London Road de l'edifici principal hi ha un mural de mosaic neoclàssic titulat Humanity in the House of Circumstance, dissenyat per Robert Anning Bell i fet per un grup de dones joves al llarg de 210 dies. Compost per més de 117.000 tessel·les individuals, mesura 3 x 9,8 metres, i simbolitza les aspiracions i limitacions personals.
Les tres figures de l'extrem esquerre representen l'art, la poesia i la música, al costat d'una porta que simbolitza el naixement, mentre que la figura armada representa la resistència. Les dues figures agenollades representen l'Amor i l'Esperança, mentre que la figura central simbolitza la Humanitat. La Caritat es troba a la dreta amb figues i vi, seguida de la Saviesa de cabells blancs que sosté un bastó i una figura asseguda que representa la meditació. Finalment, una figura que simbolitza la Resignació es troba al costat de la porta de la dreta, que representa la mort.

### Tòtem

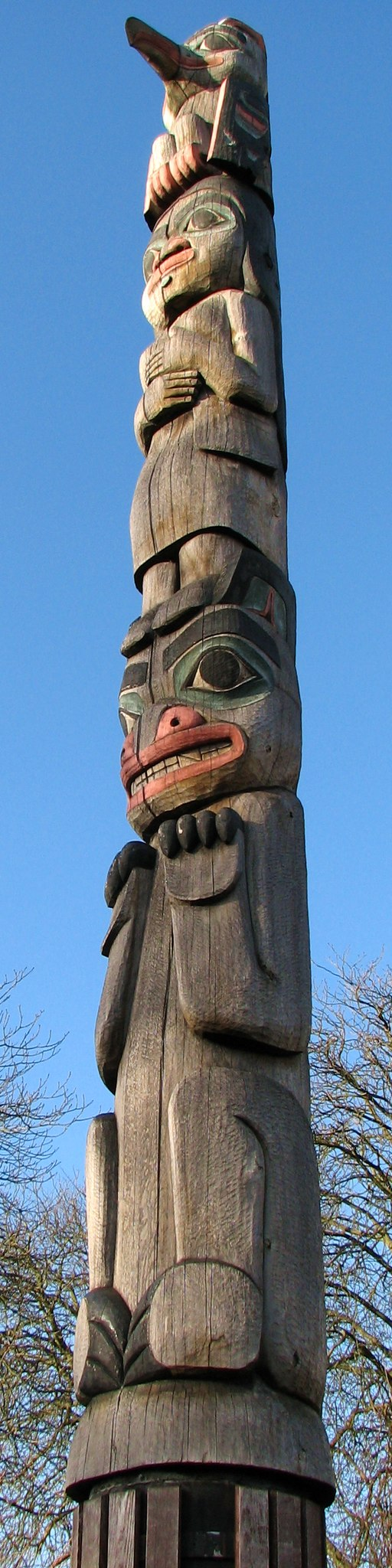
El tòtem

Un Tòtem de 6,1 metres, tallat en fusta de cedre vermell, està situat a l'exterior de l'entrada principal del museu. Va ser tallat l'any 1985 com a part de l'American Arts Festival per Nathan Jackson, un tlingit nadiu d'Alaska. Les talles del pal representen figures de la llegenda d'Alaska d'una noia que es va casar amb un ós, i amb una àguila (escut del clan de Jackson) a la part superior. El pal és un dels pocs tòtems del Regne Unit, d'altres que s'exhibeixen al Museu Britànic, al Museu Nacional d'Escòcia a Edimburg, al Gran Parc de Windsor, al Bushy Park, al Yorkshire Sculpture Park, al Pitt Rivers Museum a Oxford, i a Alsford's Wharf a Berkhamsted. També hi ha un tòtem al Royal Albert Memorial Museum d'Exeter. Es mostra a les seves galeries de Cultures del Món.

### Edifici CUE
El Museu Horniman conté l'edifici CUE (en anglès: Centre for Understanding the Environment; en català: Centre per a la comprensió del medi ambient). Aquest es va inaugurar el 1996 i va ser dissenyat pels arquitectes locals Archetype utilitzant mètodes desenvolupats per Walter Segal. L'edifici té una coberta de gespa i es va construir amb materials sostenibles. També incorpora ventilació passiva.

## Galeria

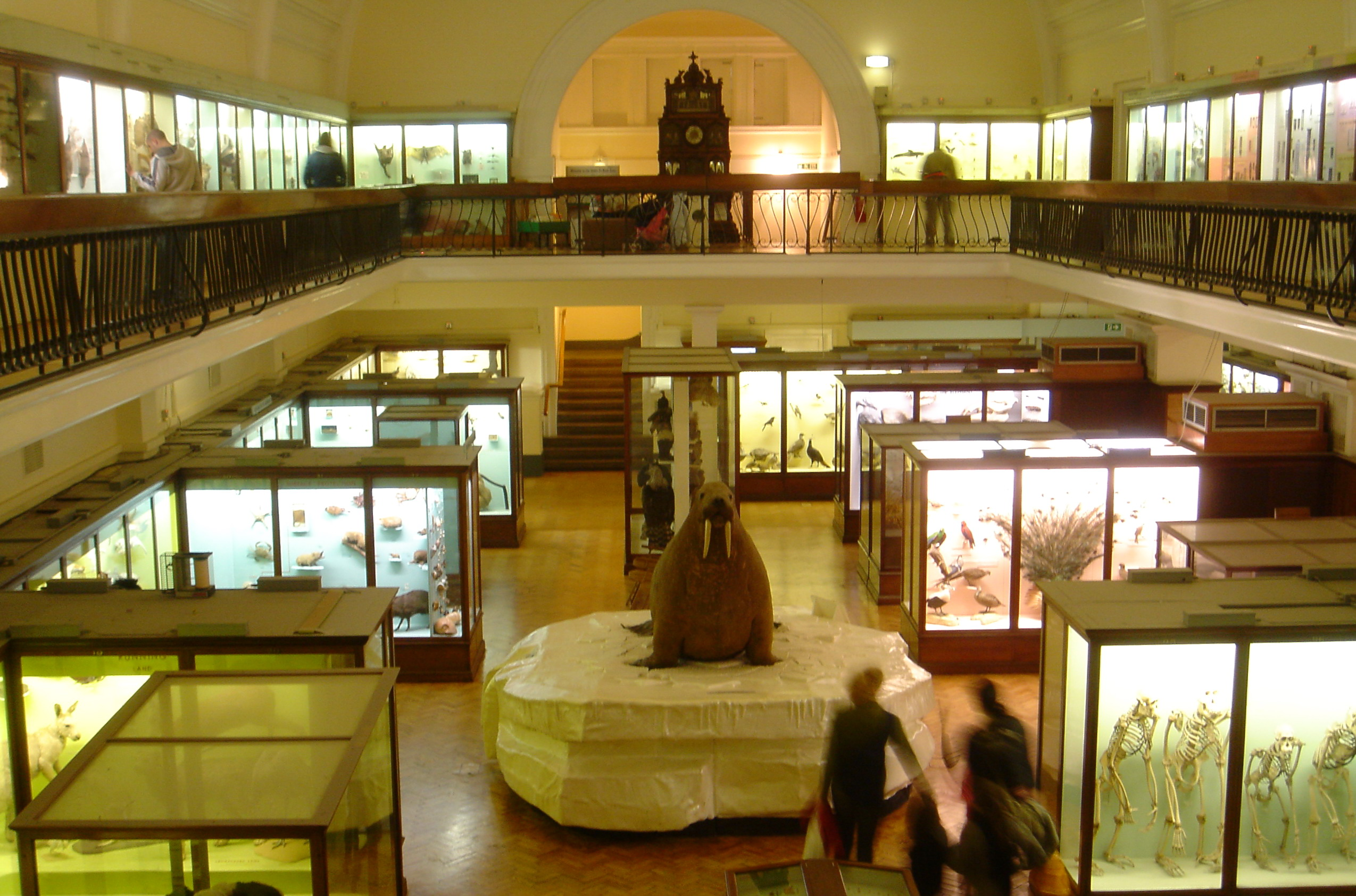
Galeria principal del museu
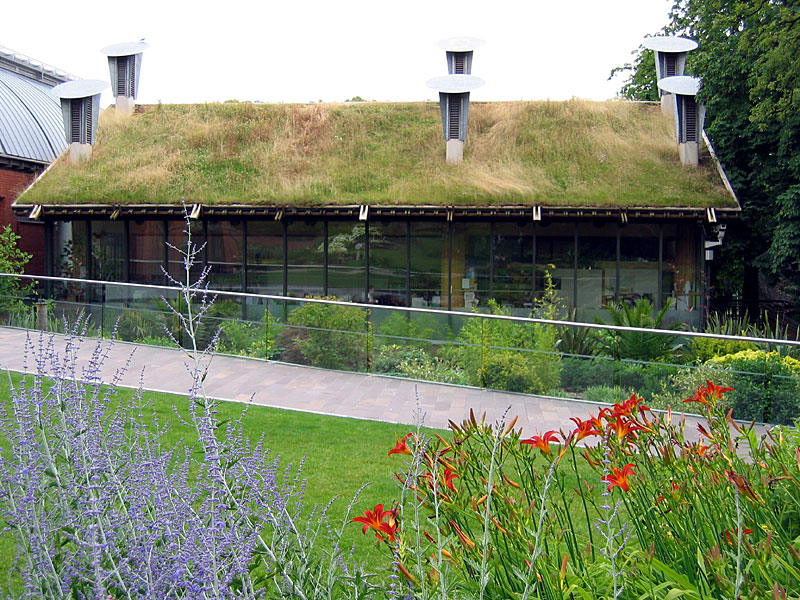
L'edifici CUE
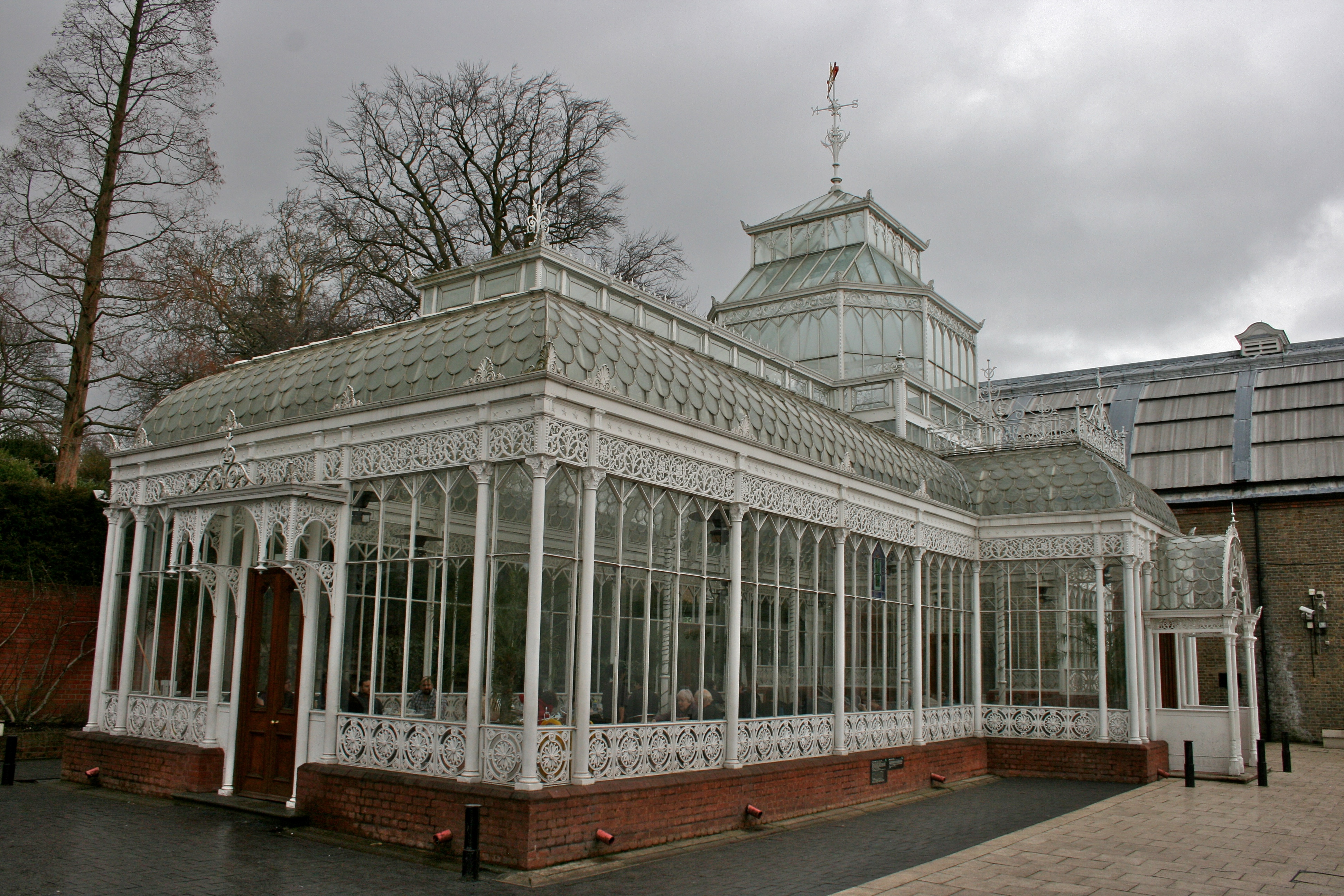
L'exterior del conservatori
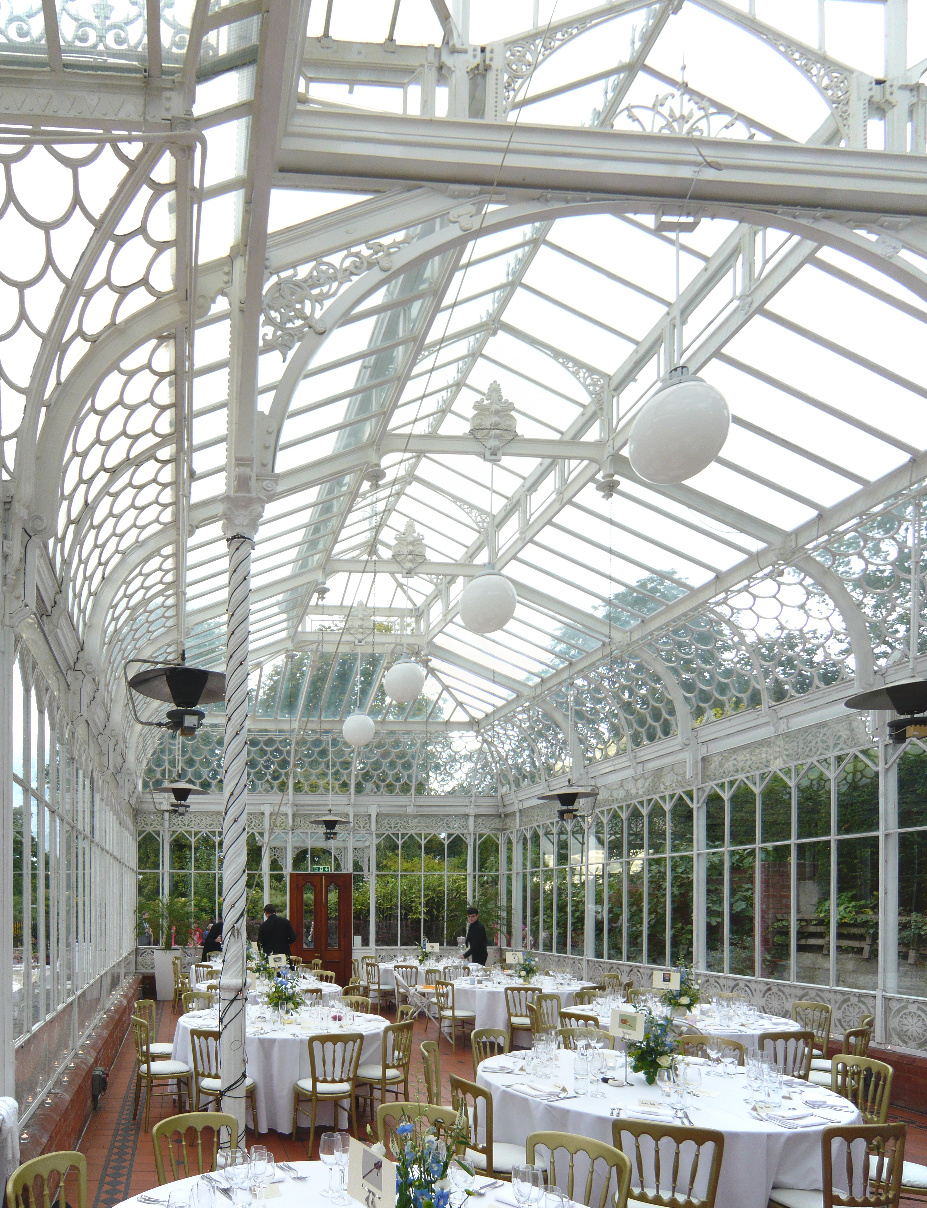
L'interior del conservatori
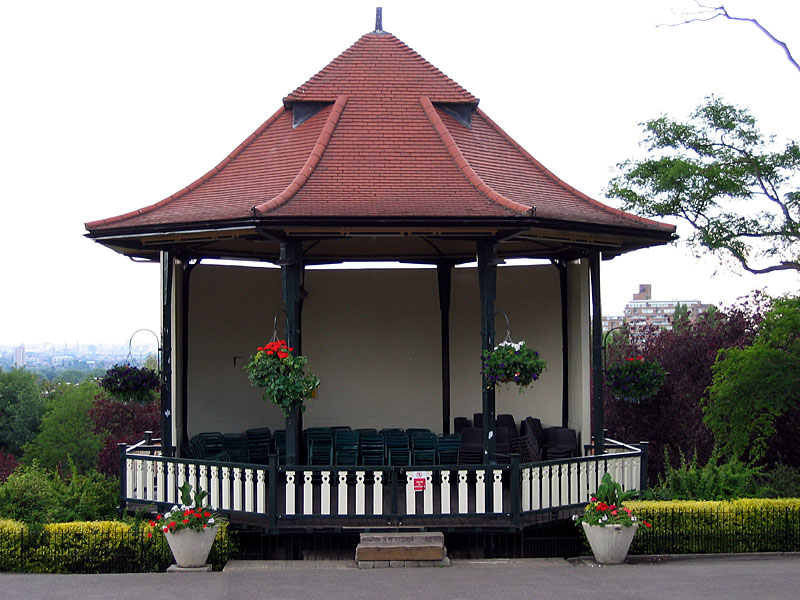
El quiosc de 1912
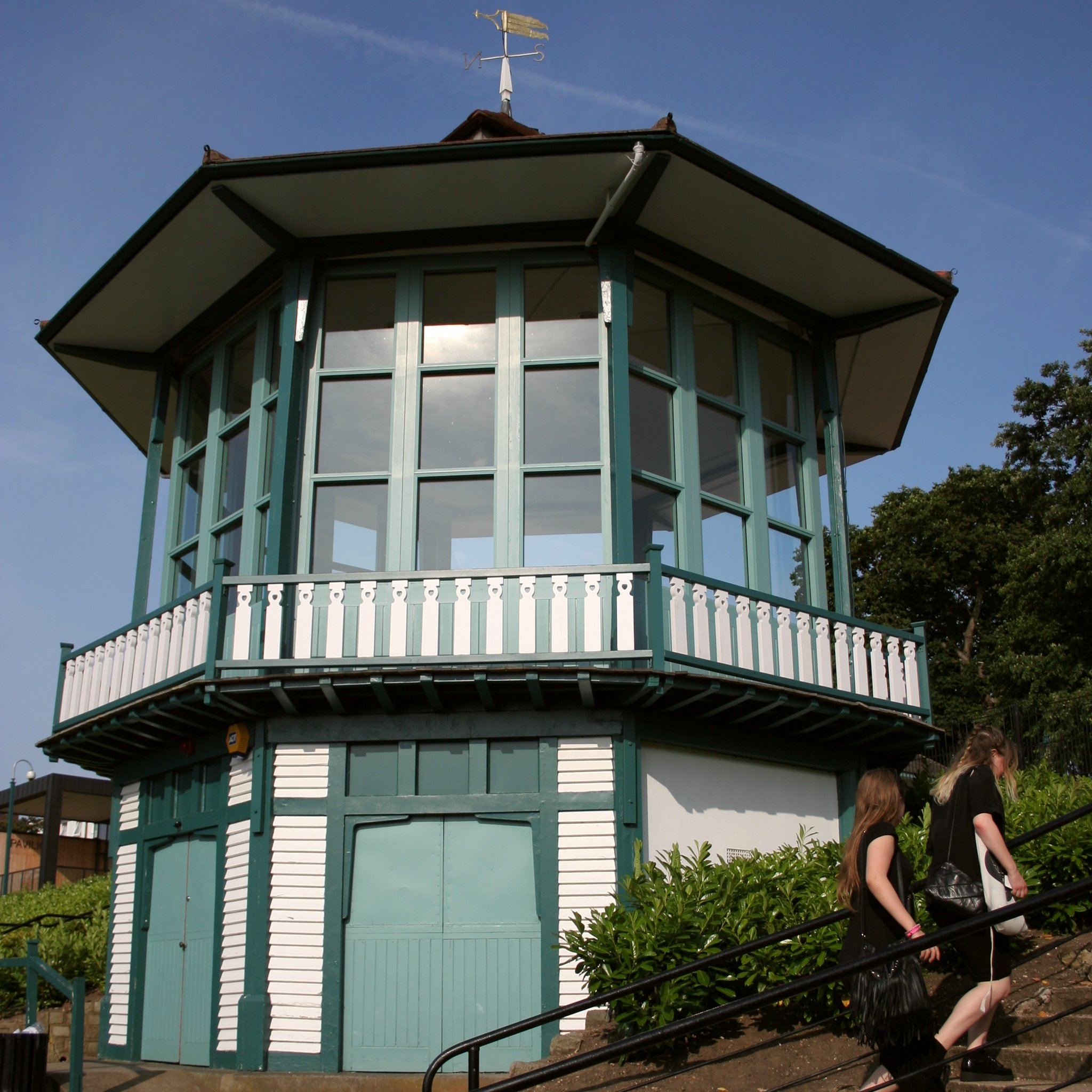
El quiosc de música vist des de baix el juliol de 2013
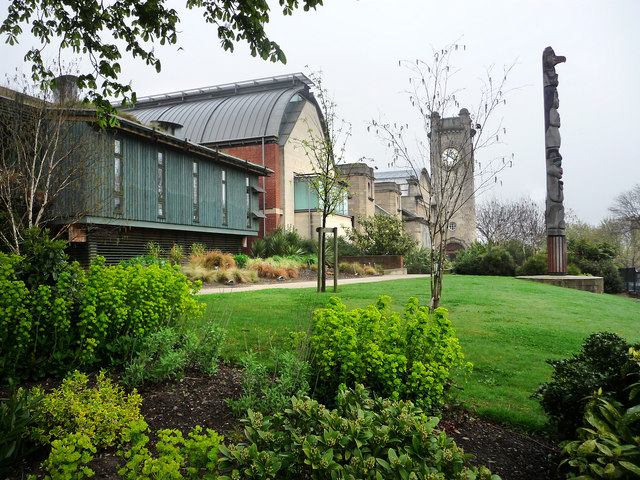
El tòtem Horniman
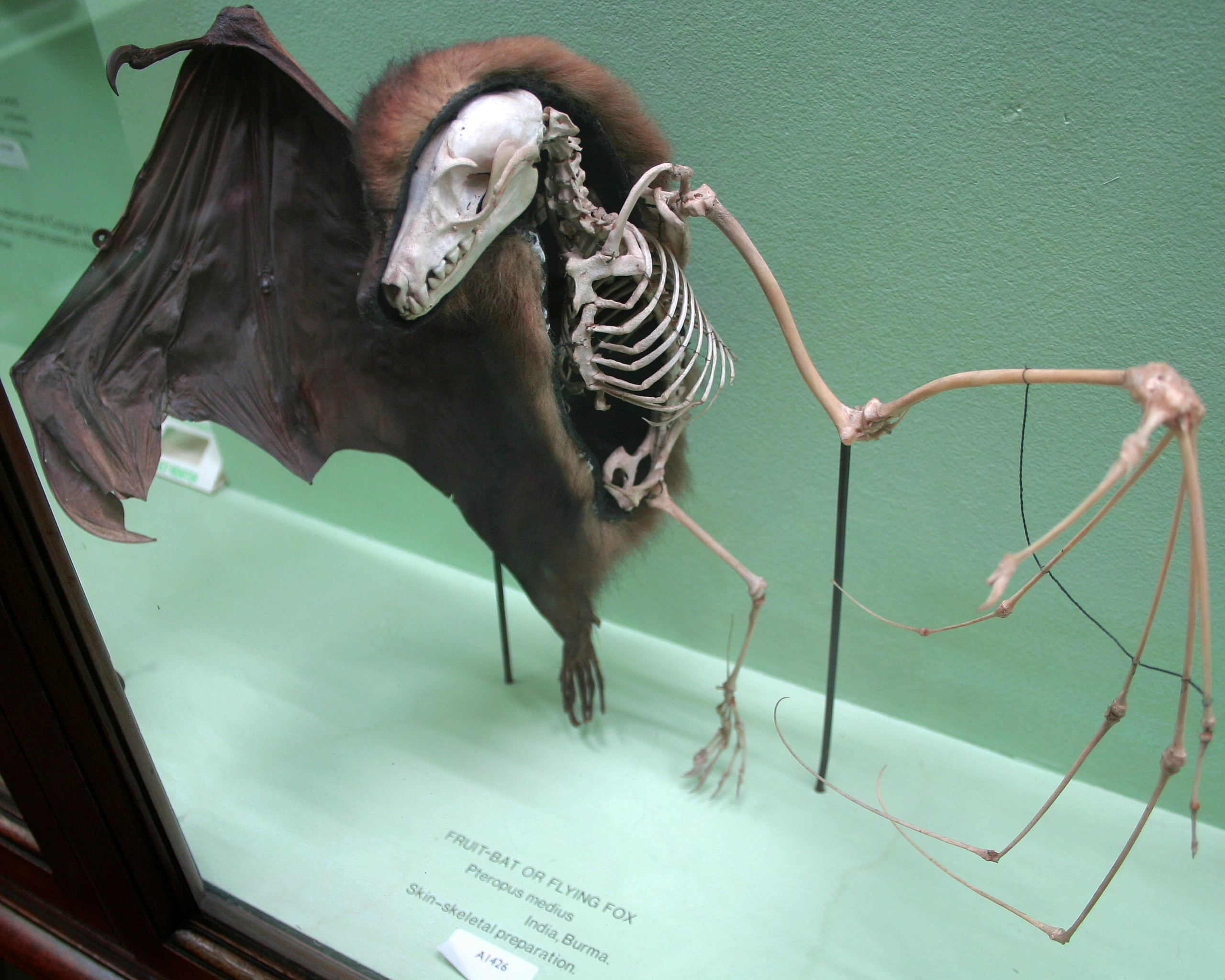
Un ratpenat de fruita conservat que mostra com l'esquelet encaixa dins de la seva pell
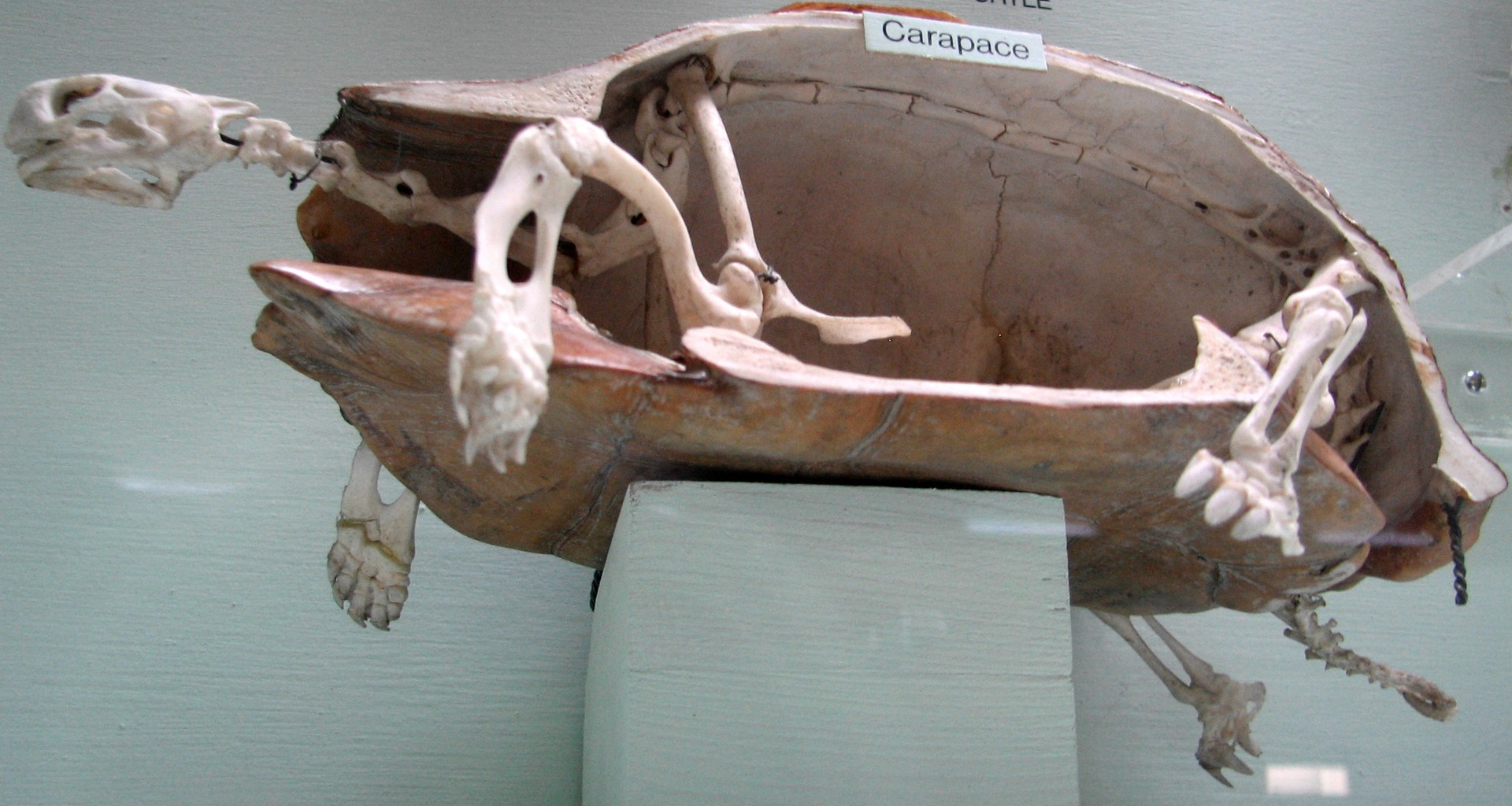
Un esquelet de tortuga conservat que mostra com la closca es connecta amb la resta de l'esquelet
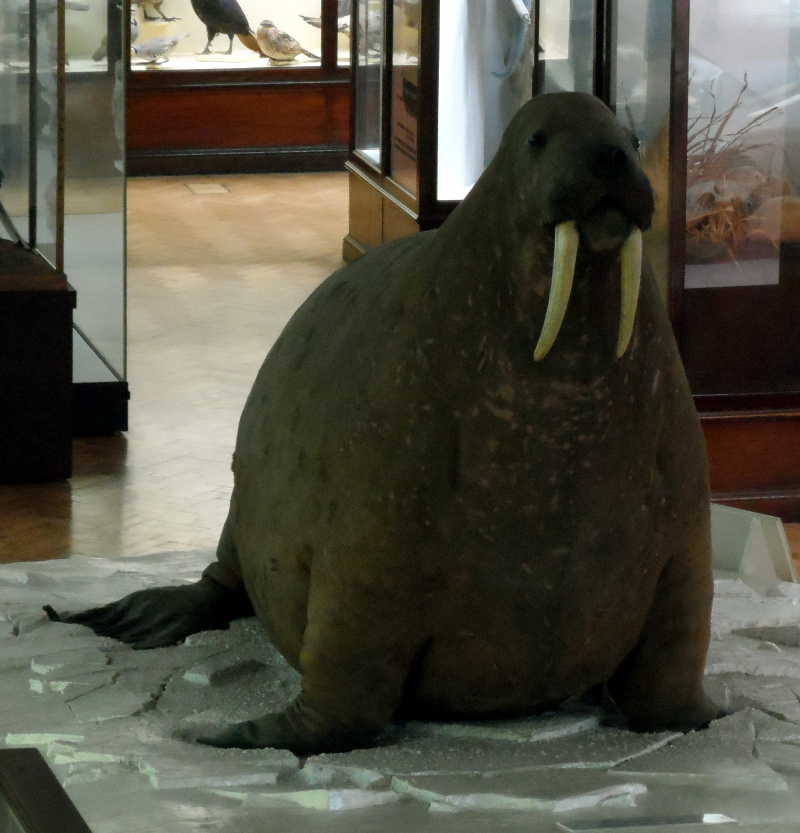
Morsa canadenca
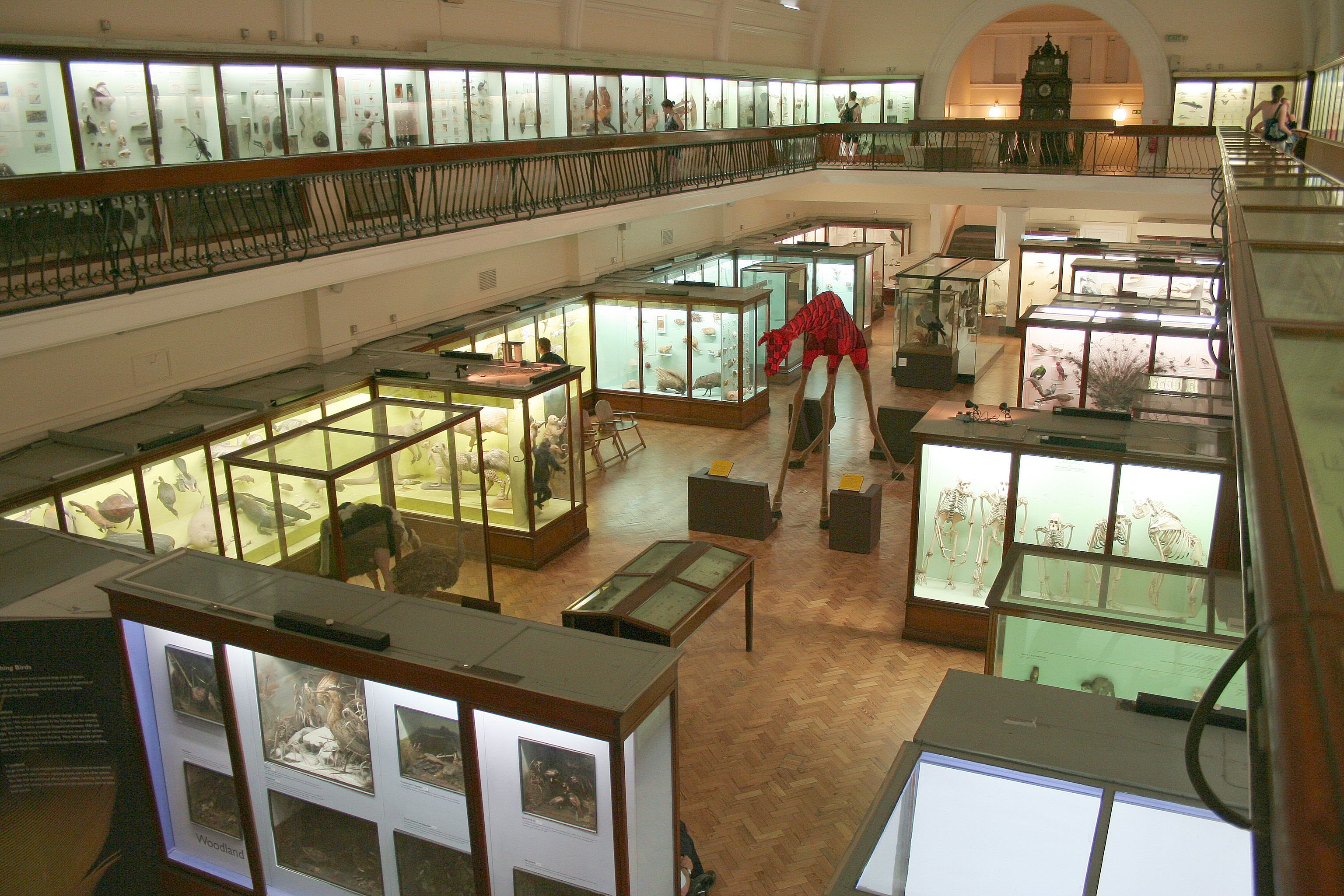
La Galeria d'Història Natural amb la morsa farcida es va substituir per un model de girafa el juliol de 2013